# Stolichnaya
Stolíchnaya (en ruso: Столичная) es una marca de vodka producido en Moscú. Se obtiene a partir de granos del trigo y centeno de Tambov, una ciudad situada en la región de tierra negra de Rusia. Esta región se conoce como la "Canasta de pan" del país y tiene una larga historia relacionada con la producción cada vez mayor de grano y vodka. Esta mezcla de grano es lo que da a Stolíchnaya su final picante, algo particular de los vodkas rusos.

## Descripción
Su proceso comienza con los granos del trigo y del centeno. Se agrega agua de pozos artesianos a estos granos para comenzar la fermentación que toma cerca de 60 h. Una vez que la fermentación se ha completado, el líquido que resulta se destila cuatro veces a una fuerza de 96,4 % ABV. Este alcohol se diluye a la fuerza embotellándolo con más agua de pozos artesianos para que le dé suavidad al vodka. Luego se filtra a través de arena de cuarzo, carbón de leña activado, y finalmente a través de tejido de paño. 
La insignia de la marca ofrece las palabras “Stolichnaya vodka” en escritura cursiva de color oro, sobre un dibujo de la época soviética de Moscú basado en el Hotel Moskvá, un antiguo e importante hotel de la ciudad.

## Historia
Stolíchnaya tiene sus orígenes en el almacén n.º 1 del estado de Moscú, que fue abierto en 1901 por las autoridades para asegurar una mejor producción de vodka de alta calidad. Desde 2001, la marca registrada ha sido objeto de conflicto entre el grupo corporativo SPI y el gobierno de Rusia.
En 1972, la compañía de PepsiCo propuso un acuerdo de trueque con el entonces gobierno de la Unión Soviética, en el cual le fueron concedidos los derechos de exportación y comercialización del vodka en occidente a cambio de la importación y de la comercialización de Pepsi Cola. Este intercambio condujo a que fuera el primer producto extranjero destinado para la venta en la URSS.
Tras la desintegración de la Unión Soviética, el vodka Stolíchnaya continuó siendo producido para la exportación en varias ex repúblicas soviéticas, incluyendo Kazajistán y Ucrania. Las botellas conservaban sus etiquetas de la era soviética.
En agosto de 1991, la oficina de patentes soviética revocó el derecho de la agencia soviética de utilizar el nombre de Stolíchnaya en Rusia. Esto condujo a numerosos pleitos, incluyendo qué compañías podrían poner la vodka bajo este nombre en los Estados Unidos. El 20 de noviembre de 1992, un juez federal determinó que PepsiCo mantendría el derecho exclusivo del nombre en los Estados Unidos, alegando que permitir que otros pusieran a la venta vodka bajo el mismo nombre traería un “riesgo de daño irremediable” a la marca registrada.
La marca Stolíchnaya ha sido objeto de numerosos litigios en la mayoría de los países del mundo. Por un lado, una empresa estatal soviética, FKP Sojuzplodoimport alega ser dueña de esta marca como supuesta sucesora de la antigua empresa soviética Sojuzplodoimport. Por otra parte, las marcas han sido explotadas y comercializadas desde fines de los años 1990 por una compañía holandesa de nombre Spirits International NV, dueña efectiva de la marca en la mayoría de los países. Lo cierto es que el registro más antiguo de la marca es el de los EE. UU. de 1969, que está a nombre de Spirits International NV. 
Estos conflictos tienen su origen en la privatización de esta compañía ocurrida con la disolución de la Unión Soviética, y su posterior re-estatización durante el primer gobierno de Vladímir Putin. Esto fue la causa que en Rusia actualmente la misma marca Stolíchnaya pertenezca a una empresa estatal, y en el resto del mundo, en cambio, pertenezca a una empresa privada (holandesa SPI), cuyo presidente es Yuri Shefler, ciudadano ruso residente en Londres.
En Chile, luego de más de 10 años de litigios entre ambas compañías, el 5 de junio de 2012, el Instituto Nacional de Propiedad Intelectual falló en favor de FKP Soyuzplodimport. El Instituto Nacional de Propiedad Intelectual INAPI concluyó que Stolíchnaya pertenece a la empresa estatal rusa FKP, y ordenó "cancelar la vigencia de la marca Stolíchnaya, (...), originalmente inscrita con fecha 14 de mayo de 1999, a nombre de Spirits Internacional N.V.". 
Esta decisión, sin embargo, fue dejada sin efecto por el Tribunal de Propiedad Industrial de Chile, actuando como tribunal de segunda instancia. En octubre de 2013 la Corte Suprema de ese país (caso 1433-2013) rechazó las alegaciones del gobierno holandés, adjudicando la marca Stolíchnaya de forma definitiva a la firma rusa SPI.
En todo caso, al menos desde 2010 la empresa estatal rusa tenía prohibida la entrada de sus productos al mercado chileno, luego de numerosas órdenes de incautación en su contra.

## Variedades
- Stolichnaya 75 proof (Etiqueta roja)
- Stolichnaya 80 proof (Cristal o Dorado)
- Stolichnaya 100 proof (Etiqueta azul)
- Stoli Cranberi (sabor arándanos rojos)
- Stoli Ohranj (sabor naranja)
- Stoli Peachik (antes nombrado Stoli Persik, de sabor melocotón)
- Stoli Razberi (sabor frambuesa)
- Stoli Strasberi (sabor fresa)
- Stoli Vanil (sabor vainilla)
- Stoli Citros (sabor frutas cítricas)
- Stoli Blueberi (sabor arándanos azules)

## Variedades menos distribuidas
- Stoli Limónnaya (sabor limón)
- Stoli Kafya (sabor café)
- Stoli Okhótnichya (Vodka de los Cazadores, sabor miel)
- Stoli Pertsovka (sabor pimienta)
- Stoli Zinamon (sabor canela)

## Marketing
Stolíchnaya ha tomado la iniciativa de informar a sus clientes sobre sus nuevos productos a través del uso de mensajes de texto (SMS).